# ستانلي ماثيوز
ستانلي ماثيوز (بالإنجليزية: Stanley Matthews (lawyer)) (و. 1824 – 1889 م) هو سياسي، وقاض، ومحام من الولايات المتحدة الأمريكية ولد في سينسيناتي، أوهايو.
تولى منصب عضو مجلس الشيوخ الأمريكي .وهو عضو في الحزب الجمهوري .

## روابط خارجية
- ستانلي ماثيوز على موقع الموسوعة البريطانية (الإنجليزية)
- ستانلي ماثيوز على موقع إن إن دي بي (الإنجليزية)